# Fuentidueña
Fuentidueña è un comune spagnolo di 144 abitanti situato nella comunità autonoma di Castiglia e León.